# Ephialtes († 334 v. Chr.)
Ephialtes (altgriechisch Ἐφιάλτης; † Herbst 334 v. Chr. vor Halikarnassos) war ein athenischer Politiker und Feldherr.

## Leben
In Athen gehörte Ephialtes der makedonenfeindlichen Fraktion um den Rhetor Demosthenes an, in deren Namen er 341/340 v. Chr. zu Geheimverhandlungen an den Hof des persischen Großkönigs Artaxerxes III. reiste. Wenngleich ihm kein formelles Bündnis mit dem Großkönig gelang, erhielt er von diesem finanzielle Mittel für den Kampf gegen Philipp II. von Makedonien, die er unter seinen Anhängern in Athen verteilen konnte.
In der athenischen Politik spielte Ephialtes offenbar weiterhin eine bedeutende Rolle. Nach dem Fall Thebens 335 v. Chr. wurde von Alexander dem Großen die Auslieferung von zehn prominenten, antimakedonisch gesinnten Politikern Athens verlangt, unter denen sich auch Ephialtes befand. Eine von Phokion und Demades angeführte athenische Gesandtschaft erreichte aber, dass Alexander nicht weiter auf seiner Forderung beharrte.
Dennoch begab sich Ephialtes mit seinem Gesinnungsgenossen Thrasybulos unmittelbar darauf in persische Dienste und gehörte mit diesem 334 v. Chr. als Befehlshaber einer griechischen Söldnertruppe dem Stab Memnons an, der das persische Heer gegen den beginnenden Alexanderzug anführte. Bei der Verteidigung von Halikarnassos tat sich Ephialtes durch hohe Courage, Körperkraft und Führungsqualitäten hervor. Er wollte den gefallenen makedonischen Kriegern die Bestattung verweigern, was Memnon jedoch erlaubte. Dann riet Ephialtes, einen Ausfall zu wagen, welcher Vorschlag angenommen wurde. Mit 2000 erlesenen Söldnern nahm er führenden Anteil an den deshalb ausbrechenden Gefechten und war zunächst erfolgreich, bis makedonische Veteranen das Blatt wendeten. Im entscheidenden Kampf vor der Stadtmauer wurde er schließlich getötet.
Von Deinarchos wurde Ephialtes, ob fälschlich oder bewusst, als ein persönlicher Feind des Demosthenes bezeichnet, tatsächlich wurde sein Tod von diesem betrauert.